# Keminub
Keminub va ser una reina egípcia de la XIII dinastia. El nom del seu marit és desconeix. Només se la coneix pel seu enterrament al costat de la piràmide d'Amenemhet II a Dashur, pel que s'ha suggerit que era la seva dona. Tenia el títol de "Dona del Rei.
La tomba de Keminub va ser descoberta per Jacques de Morgan el 1895. Va ser enterrada juntament amb un tresorer anomenat Amenhotep de la dinastia XIII. L'estil del seu sarcòfag i l'enterrament tenen la tipologia dels enterraments de la dinastia XIII. Per tant, es considera com a més probable que hagués estat una reina d'aquest període.
Als fragments del seu sarcòfag apareix un dels testimonis més antics del capítol 151 del Llibre dels Morts.